# Numenio de Apamea
Numenio de Apamea fue un filósofo griego que vivió en Apamea, Siria, y trabajó durante la segunda mitad del siglo ii. Era pitagórico y precursor del neoplatonismo.

## Biografía y doctrina
Parece ser que tomó a Pitágoras como su mayor autoridad, mientras que al mismo tiempo sigue principalmente a Platón. Llama a este último un «Moisés atenizante», con lo que compara a Platón con un Moisés helénico. Su principal desviación respecto a Platón es la distinción entre «primer Dios» y «demiurgo». Esto es probablemente debido a la influencia de filósofos judíos de Alejandría (especialmente Filón de Alejandría y su teoría del Logos). De acuerdo con Proclo (Comentario al Timeo, 93), Numenio mantenía que había una especie de trinidad de dioses, cuyos miembros designaba como «padre», «hacedor» y «aquello que es hecho», es decir, el mundo. El primero es la suprema divinidad o inteligencia pura; el segundo sería el creador del mundo; el tercero, el mundo. Sus obras fueron tenidas en gran estima por los neoplatónicos y Amelio (que era crítico respecto del gnosticismo) parece que escribió casi dos libros de comentarios sobre Numenio.
Fragmentos de sus tratados sobre las divergencias entre los académicos y Platón, Sobre la bondad (en el cual, según Orígenes, Contra Celsum, iv. 51, hace referencia a Jesucristo) y sobre las afirmaciones místicas en Platón, se han conservado en la obra Praeparatio Evangelica de Eusebio de Cesarea. Los fragmentos están reunidos en F. G. Mullach, Frag. Phil. Gram. iii.; F. Thedinga, De Numenio philosopho Platonico (Bonn, 1875); Ritter]] y Preller, Hist. Phil. Graecae (ed. E. Wellmann, 1898), 624-7; T. Whittaker, The Neo-Platonists (1901), E.-A. Leemans, Studie over den Wijsgeer Numenius van Apamea met Uitgave der Fragmenten, Brussels 1937; E. Des Places, Numénius, Fragments, Collection Budé, Paris: Les Belles Lettres, 1973.